# Škocjan, Koper
Škocjan este o localitate din comuna Koper, Slovenia, cu o populație de 477 de locuitori.